# سنتوری (معماری)

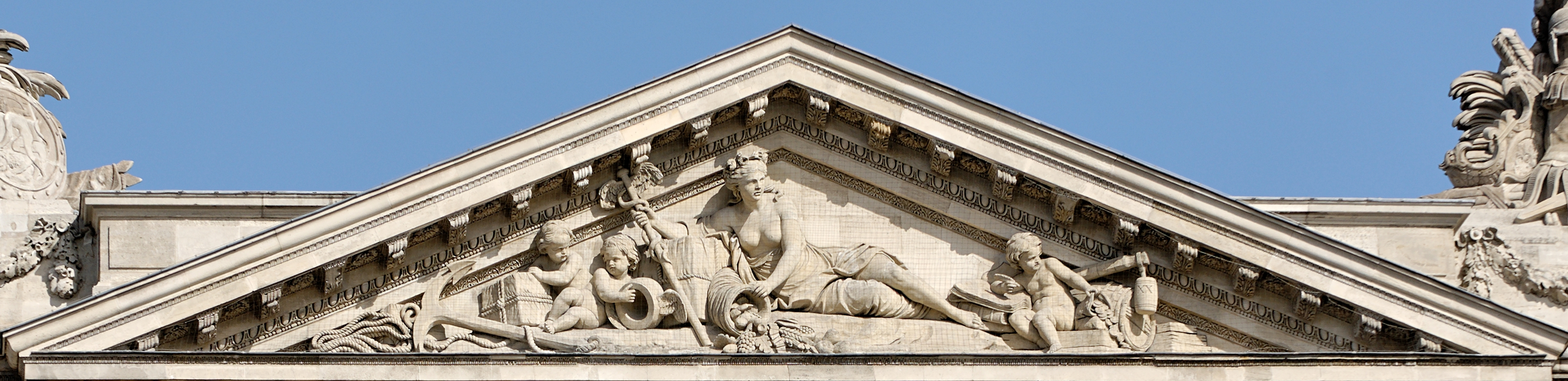
سنتوری هتل دلا مارین در میدان کنکورد پاریس.

سه‌گوش بالای درگاه جلوخان را در معماری سَنتوری می‌گویند.
از سنتوری‌ها بیشتر در معماری یونانی و رومی استفاده می‌شده‌است.
دورادور سنتوری را معمولاً قرنیز می‌گذارند. به بخش سه‌گوش در میان سنتوری، سینه گفته می‌شود. سینهٔ سنتوری را معمولاً با نقش‌های برجسته با موضوع اساطیر یونان و روم تزئین می‌کنند.

محل سنتوری در شکل بازسازی‌شدهٔ نیایشگاه نیکه آتن.

## نگارخانه

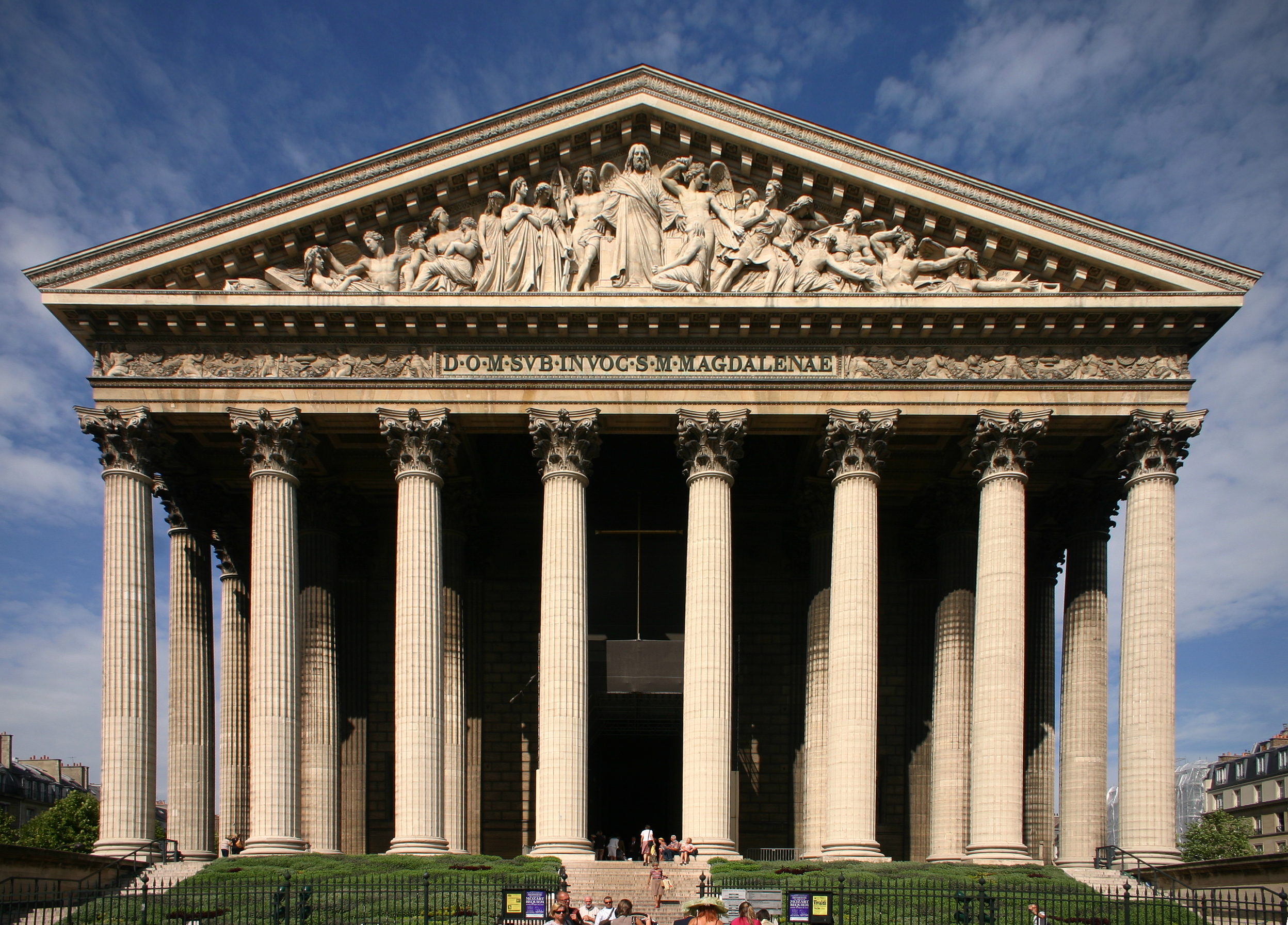
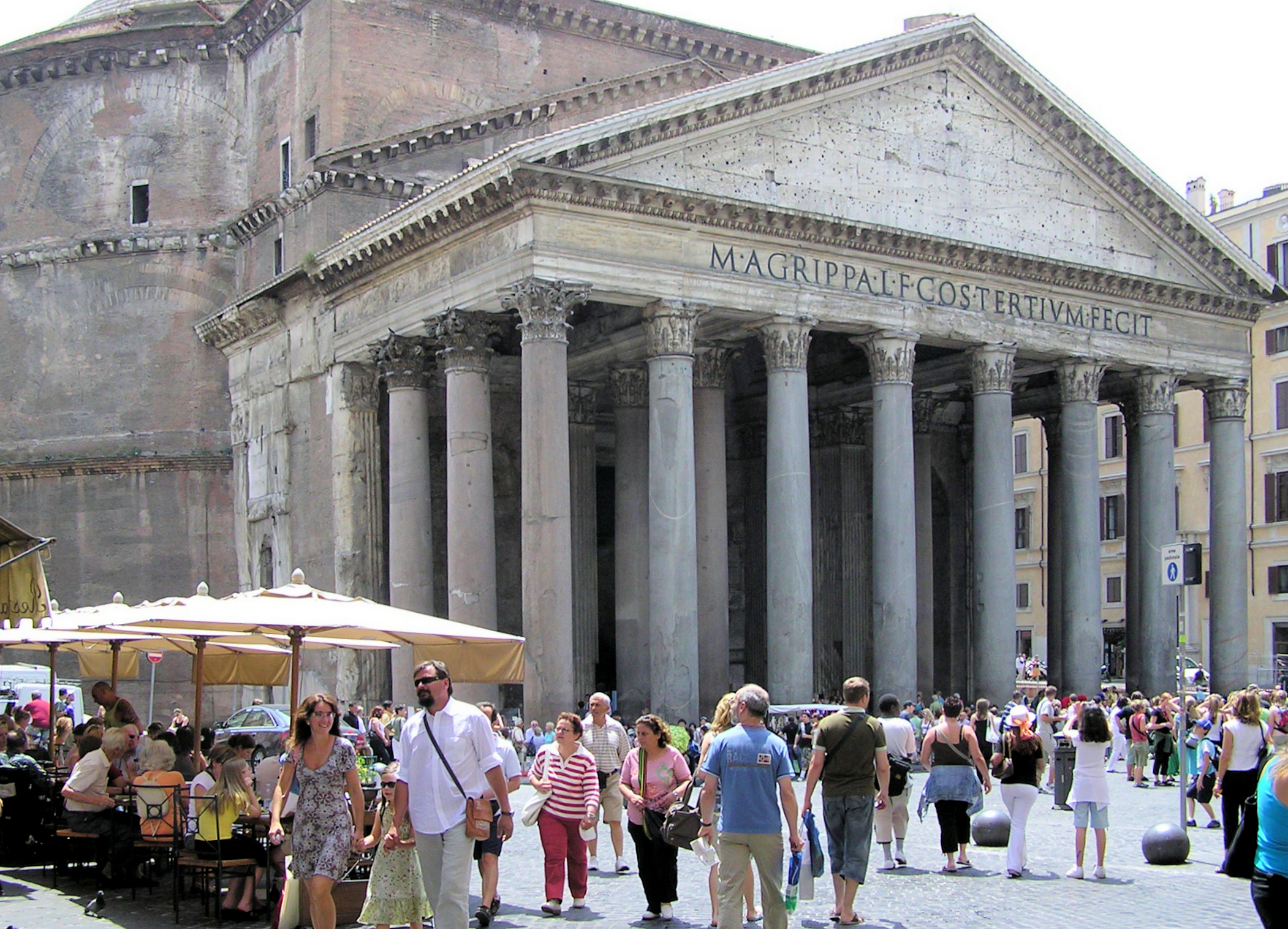
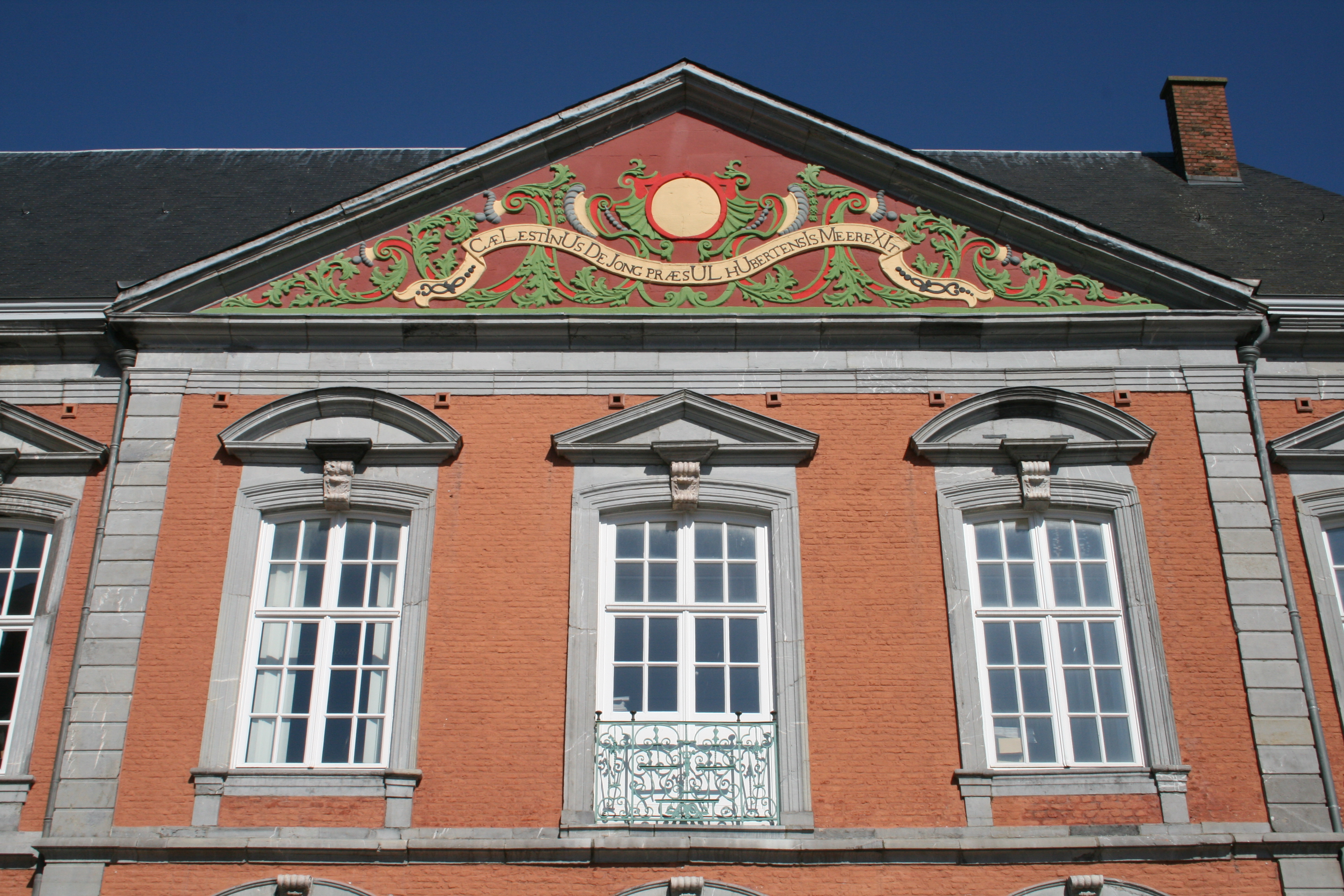
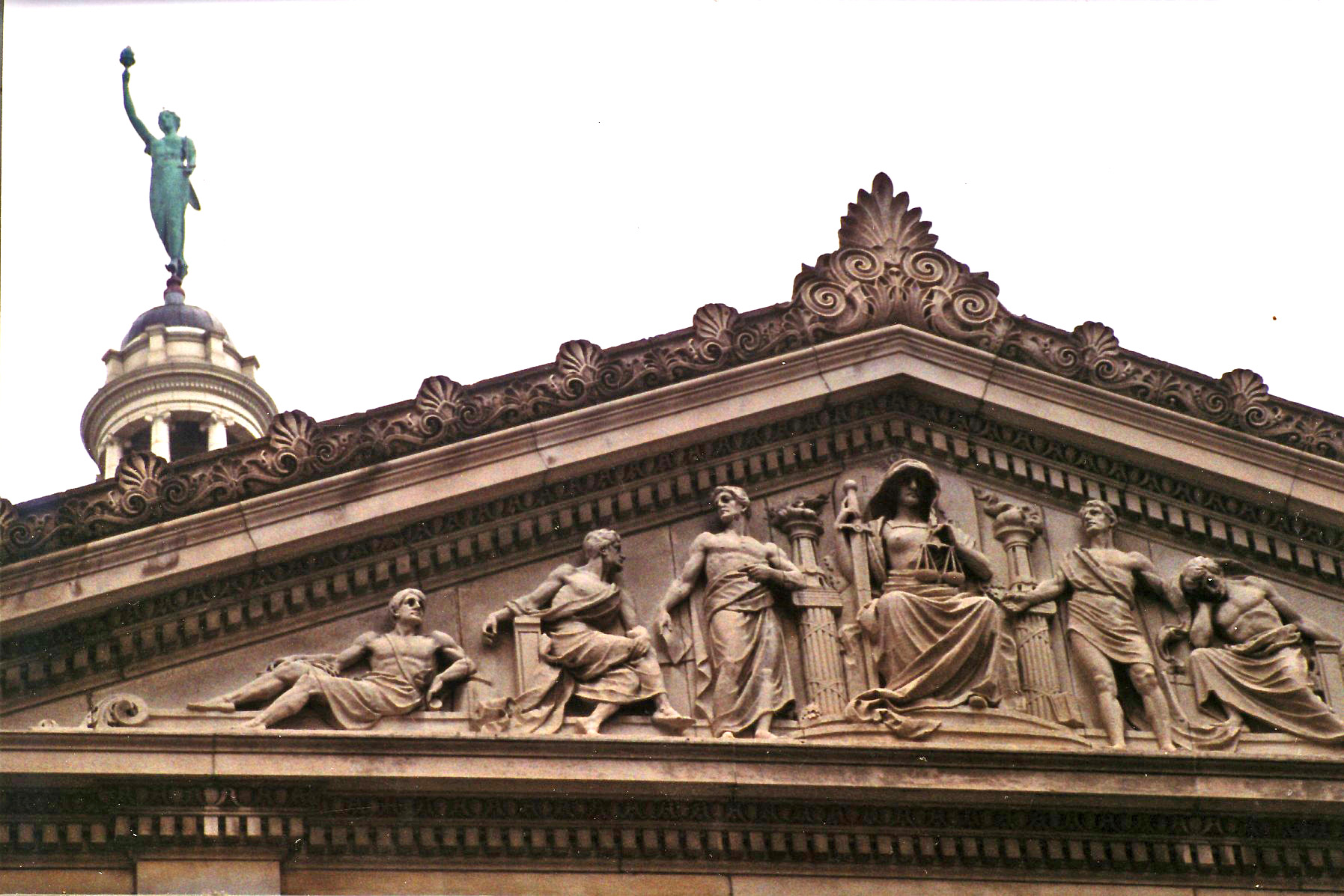
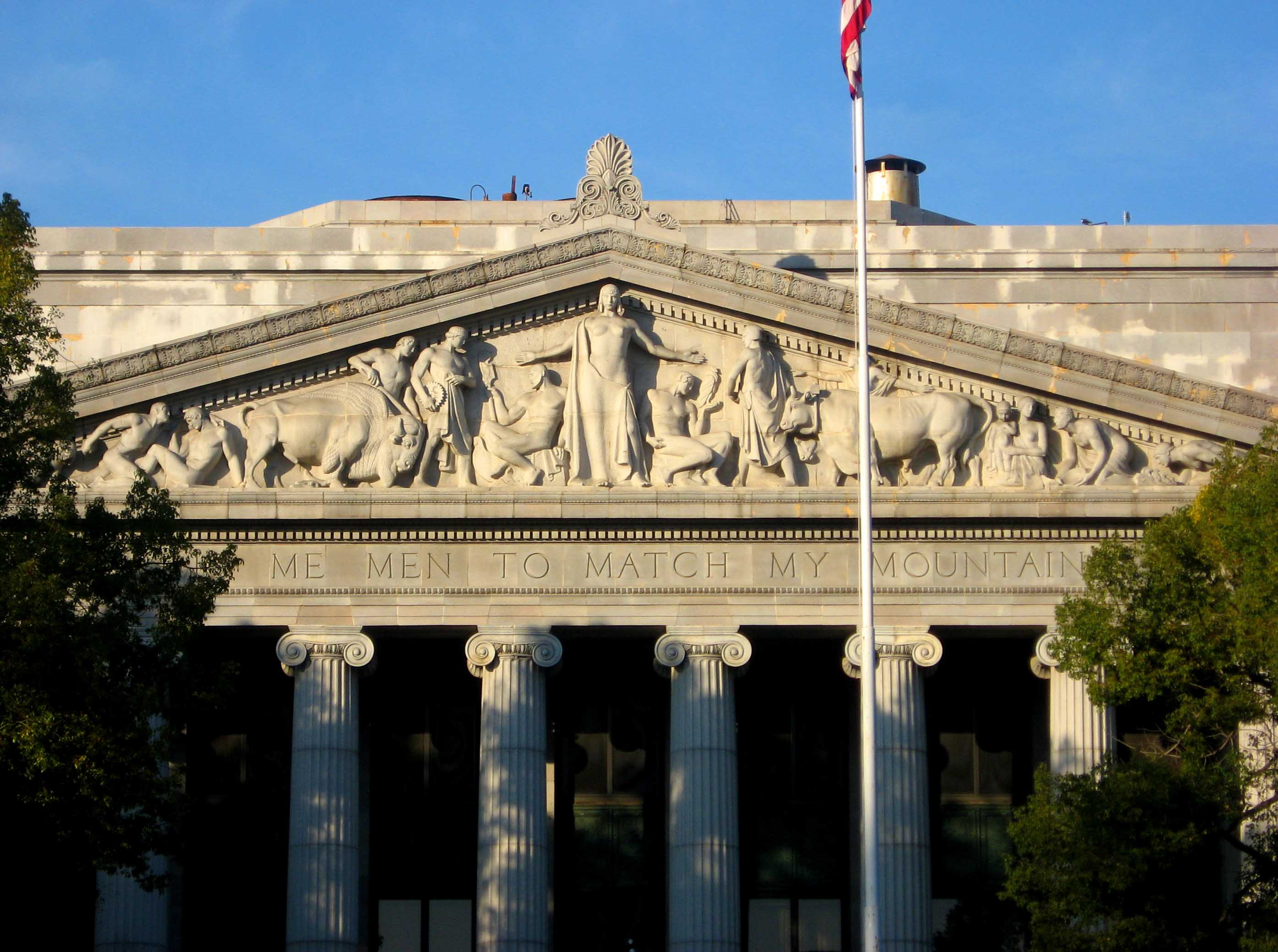
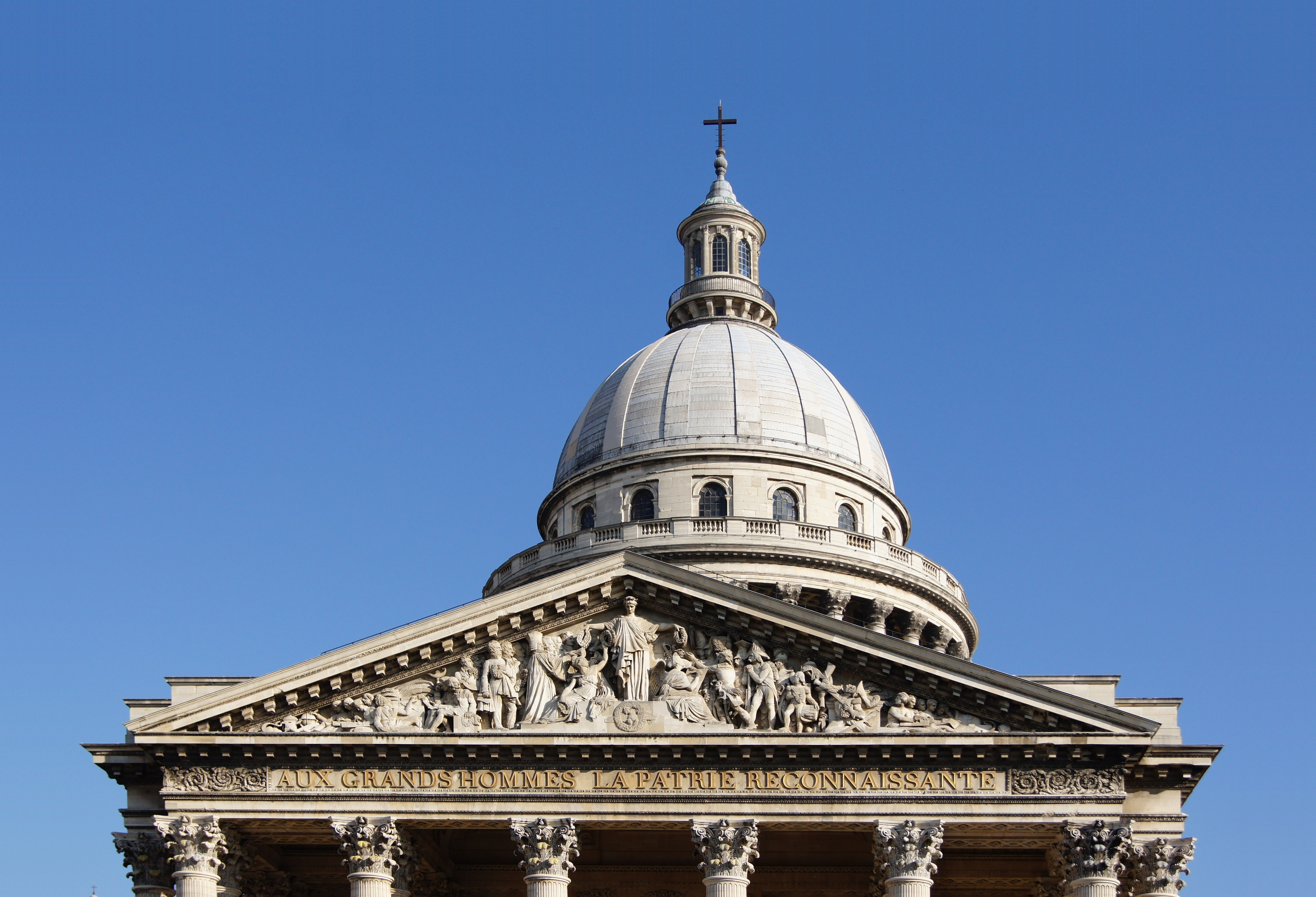